# Alianța polono-română
Alianța polono-română a constant într-o serie de tratate semnate în perioada interbelică de A Doua Republică Poloneză și Regatul României. Primul tratat a fost semnat în 1921 și împreună, tratatele au format o bază a bunelor relații dintre cele două state care au fost menținute până la începutul celui de-al doilea război mondial.

## Contextul european

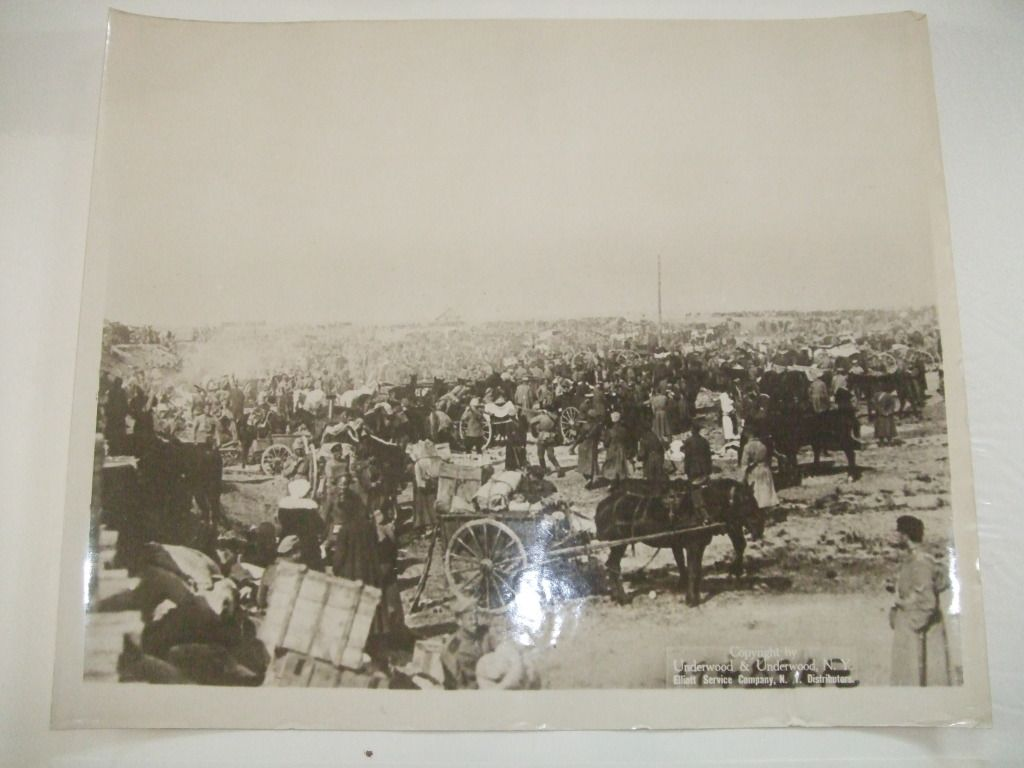
Refugiati din Odessa fugind din calea Armatei Roșii în ianuarie 1920

Imediat după Primul Război Mondial, tratatele de pace au recunoscut reînființarea statului polonez pentru prima dată după 100 de ani. România a ieșit din război ca o națiune victorioasă, mărindu-și teritoriul (vezi și România Mare). Ambele state aveau motive serioase să încheie aceste tratate.
Stabilind contacte cu Polonia în ianuarie-februarie 1919 (după vizita lui Stanisław Głąbiński la București), România a început să se orienteze către o alianță de cordon sanitar împotriva Rusiei bolșevice și nou-creatului Comintern. Proclamarea Republicii Sovietice Ungaria și Revoluția Germană, capturarea Orașului Odesa de către Armata Roșie i-a alarmat pe politicienii din ambele state. Diplomatul Czesław Pruszyński raporta Guvernului Polonez:
"Un baraj care poate pune capăt la presiunea bolșevică către vest este constituită din Polonia la Nord și România la sud. [...] Există o necesitate naturală, dar de asemenea o necesitate istorică, care pun bazele pe un interes mutual între România și Polonia, o alianță militară în fața amenințării comune cu care ne confruntăm"
România nu a fost implicată în războiul polono-sovietic, dar a acceptat și sprijinit tranzitul forțelor militare poloneze pe teritoriul său. Potrivit unui alt raport al lui Pruszynski, România a falicitat tranzitul locuitorilor polonezi din Rusia în zonele lor de origine și a furnizat armament și produse agricole la prețuri preferențiale. În acest context, Armata Română a intervenit în războiul polono-ucrainean împotriva Republicii Populare Ucraina de Vest (creată în Galicia în vara acelui an), ajutându-i pe polonezii din Pokuttya.
Contele Aleksander Skrzynski, acționând cu sprijinul liderului polonez Ignacy Jan Paderewski și Jozef Pilsudski, a transmis o ofertă către Guvernul Român condus de Ion. I. C. Brătianu pentru a participa la viitoarea administrare a Ucrainei în întregime (august 1919), oferta a fost din nou transmisă după ce Skrzynski a devenit ambasador în România. Alexandru G. Florescu, ambasadorul României la Varșovia, a raportat înapoi la București că planul pentru o administrație militară comună era:
"[...] o inexactitate și o fantezie pe care cred că nu ar trebui să fie luată în considerare pentru orice altceva decât pentru a face un bilanț"
Fiind de acord cu aprecierea lui Florescu, cabinetul lui Brătianu si-a exprimat dorința de a stabili contacte cu Republica Populară Ucraina. În 1920, un plan similar a fost propus de Pilsudski însuși Guvernului Alexandru Averescu. Oferta era mult mai specifică, indicând avea să își extindă administrația către est (țărmul Mării Negre, Odesa și Transnistria). Averescu a refuzat propunere pentru că ar fi implicat țara în Războiul Civil Rus.

## Primul tratat

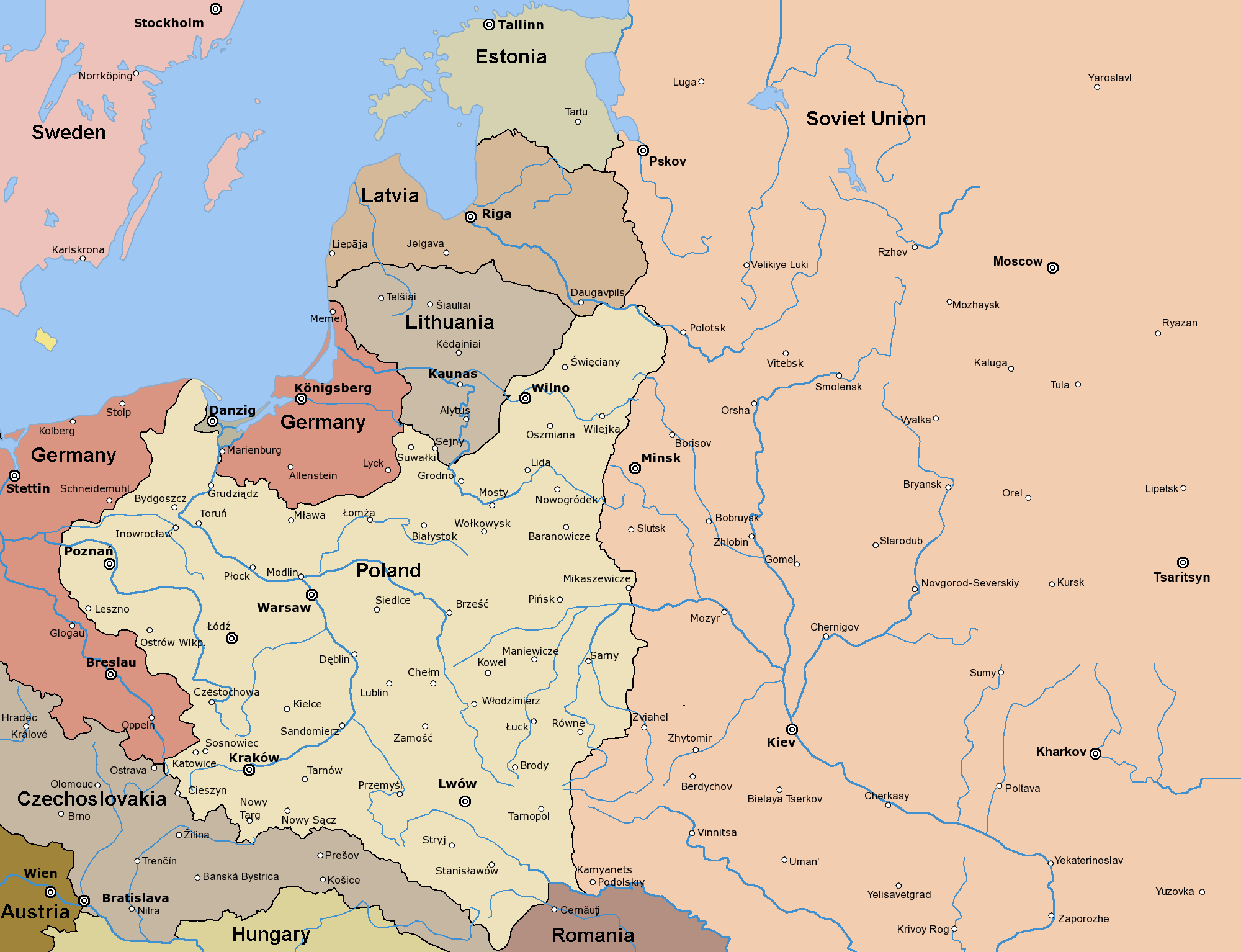
Polonia în anul 1922 și nordul României vizibil jos